# راؤول لارا
راؤول لارا (بالإسبانية: Raúl Lara) مواليد 28 فبراير 1973 في مدينة مكسيكو، هو لاعب كرة قدم مكسيكي دولي سابق كان يلعب كلاعب وسط. اعتزل اللعب عام 2004 مع بويبلا. سبق له أن لعب في كأس العالم لكرة القدم مع منتخب بلاده. بدأ مسيرته الرياضية عام 1990 مع نادي أمريكا.

## مسيرته الكروية
لعب راؤول لارا خلال مسيرته الاحترافية مع 4 أندية في ستة عشر موسمًا وسجل خلالها هدفًا واحدًا ضمن 350 مباراة. ولم يفز بأي موسم بالكأس وفاز في موسم واحد بالدوري.
خاض راؤول لارا مسيرته مع نادي أمريكا في موسم 1990–91 ليلعب معه ثلاثة عشر موسمًا، مشاركًا في 290 مباراة سجل خلالها هدفًا واحدًا. ثم انتقل إلى نادي سان لويس في موسم 2002–03 لمدة موسم واحد، حيث شارك في 18 مباراة ولم يسجل أي هدف. لينتقل بعدها إلى نادي بويبلا في موسم 2003–04 لمدة موسم واحد، مشاركًا في 30 مباراة ولم يسجل أي هدف أيضًا. ثم انتقل إلى لوبوس لجامعة بينيمريتا ‏ في موسم 2004–05 لمدة موسم واحد، مشاركًا في 12 مباراة ولم يسجل أي هدف أيضًا.

## روابط خارجية
- راؤول لارا على موقع الاتحاد الدولي (مؤرشف)  (الإنجليزية)
- راؤول لارا على موقع قاعدة بيانات كرة القدم.إي يو (الإنجليزية)
- راؤول لارا على موقع ناشيونال فوتبول تيمز (الإنجليزية)
- راؤول لارا على موقع Soccerway.com (الإنجليزية)
- راؤول لارا على موقع أوليمبيديا (الإنجليزية)